# Xã Carthage, Quận Hancock, Illinois
Xã Carthage (tiếng Anh: Carthage Township) là một xã thuộc quận Hancock, tiểu bang Illinois, Hoa Kỳ. Năm 2010, dân số của xã này là 3.052 người.